# Гротон (Вермонт)
Гротон (англ. Groton) — город в округе Каледония, штат Вермонт, США. Согласно данным переписи населения США 2010 года население города составляет 1 022 человека.

## История
Первое поселение в этой местности было создано в 1787 году. Таун был организован в 1797 году. Население города в 1859 году составляло 895 человек. В южной части города на поверхность выходило месторождение белой глины, которая использовалась вместо извести в штукатурных растворах при строительстве.

## География
Город расположен на южной границе округа Каледония. В расположенном рядом заповеднике Гротон находится исток реки Уэллс, притока Коннектикута.

## Демография
По данным переписи населения 2010 года в Гротоне проживало 1 022 человека (505 мужчин и 517 женщин), 96,9 % населения — белые, 0,5 % — представители других рас, 1,5 % — две и более расы. Средний возраст жителей 42,4 года.